# Euphalacra lacunata
Euphalacra lacunata är en fjärilsart som beskrevs av Holloway 1998. Euphalacra lacunata ingår i släktet Euphalacra och familjen sikelvingar. Inga underarter finns listade i Catalogue of Life.